# Hyndevad
Hyndevad (Zweeds:Hyndevad) is een småort in de gemeente Eskilstuna in het landschap Södermanland en de provincie Södermanlands län in Zweden. Het småort bestaat eigenlijk uit twee plaatsen:Borsökna en Hyndevad, heeft 57 inwoners (2005) en een oppervlakte van 37 hectare.

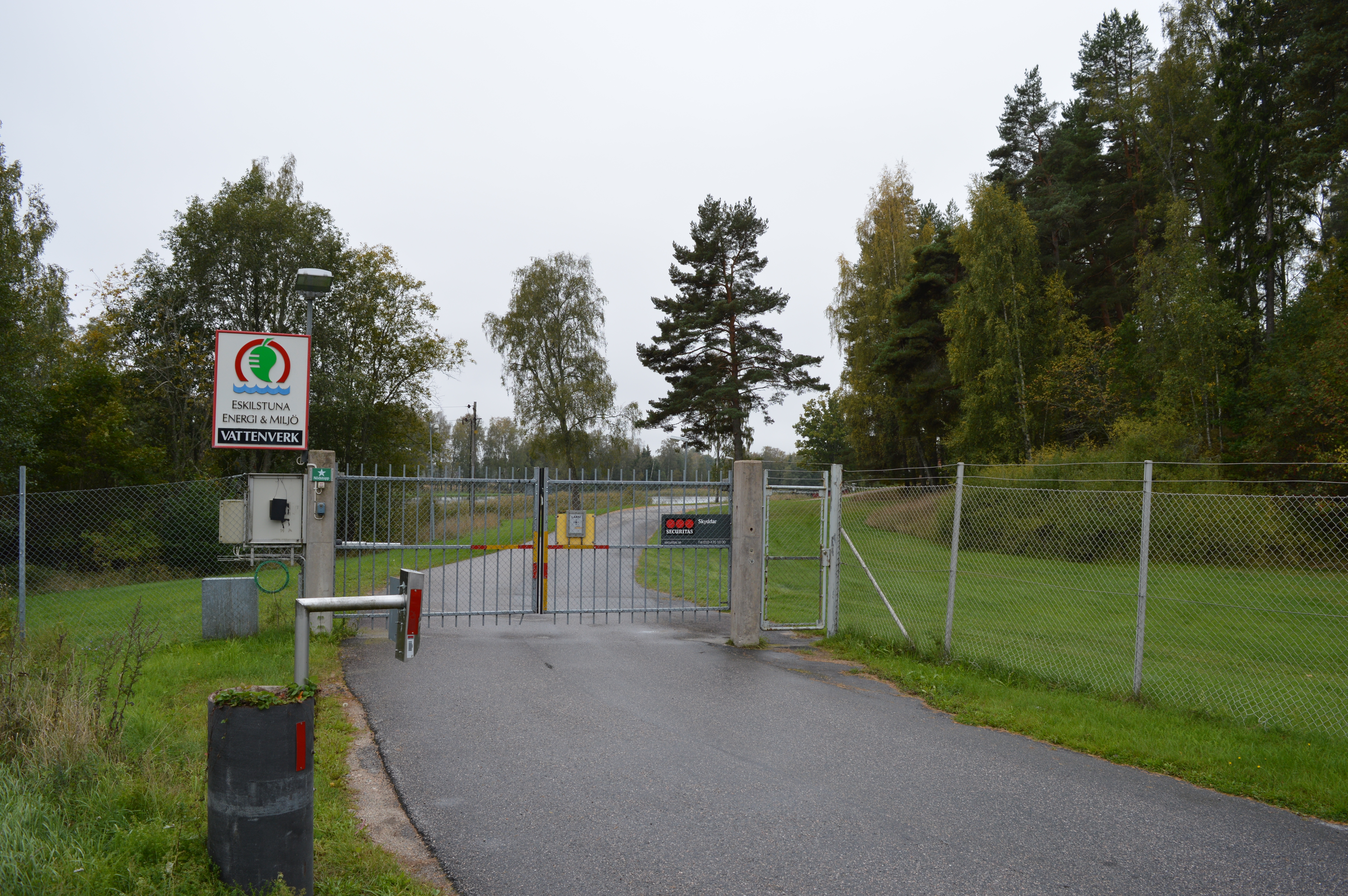
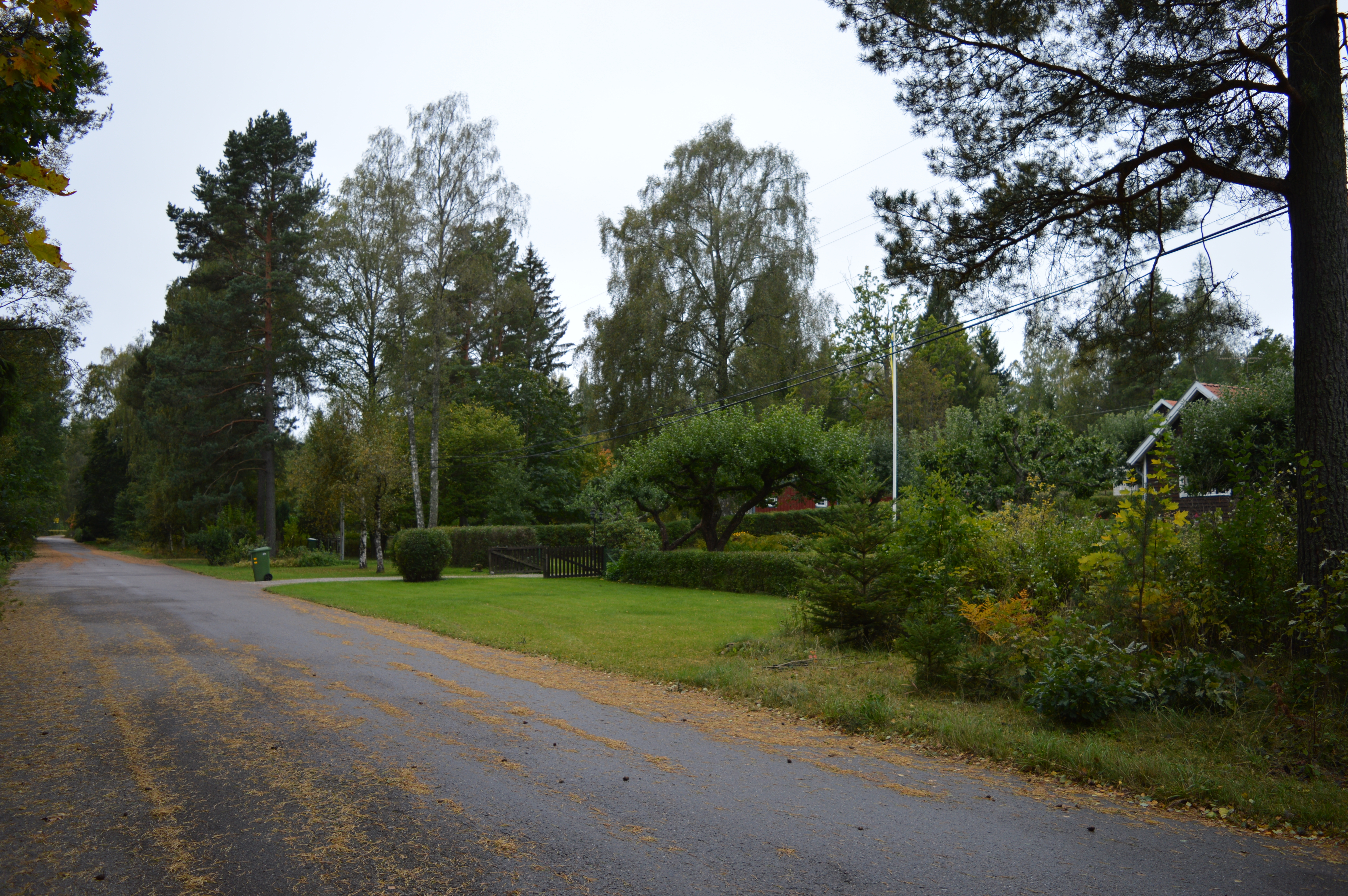